# L'Or (série télévisée)
Pour les articles homonymes, voir L'Or.
L'Or est une série télévisée québécoise en dix épisodes de 45 minutes scénarisée par Michelle Allen, Anne Boyer et Michel D'Astous et diffusée du 17 septembre au 19 novembre 2001 à la Télévision de Radio-Canada.

## Synopsis
Cette série nous propulse dans l’univers compétitif et méconnu des tractations financières où le marchandage et le chantage sont maîtres. Au-dessus de la frénésie sous-jacente aux relations de pouvoir, transcende un sentiment indestructible : l’amour. Deux destins se croisent.
Tournés en Abitibi, Montréal et Vancouver, les 10 épisodes de cette série dramatique nous entraînent sur les chemins d'un amour passionné et interdit entre la géologue Corinne Martinelli et l'homme d'affaires Charles Marlow. L'histoire se déroule dans deux mondes parallèles: la haute finance et la bourse d'une part, et les aléas de l'exploration minière d'autre part.
D'abord, Corinne et Charles ont si peu en commun que cette rencontre amoureuse semble peu probable. Mais ils sont vite attirés l'un vers l'autre. Leur soif du risque et leur désir d'avancer sur des terrains inconnus les réuniront dans une même quête vers l'or.

## Distribution
- Marina Orsini : Corinne Martinelli
- Karl Pruner (en) : Charles Marlow
- Dino Tavarone : Robert Martinelli
- Normand D'Amour : Richard Sullivan
- France Castel : Louise Martinelli
- Michel Dumont : Georges Dansereau
- Karina Aktouf : Yasmine Sullivan
- Annie Dufresne : Murielle Martinelli
- Alyssa Labelle : Charlotte Martinelli
- Julie La Rochelle : Suzanne Forget
- Frédérick De Grandpré : Louis Forget
- Marie Verdi : Lili
- Bobby Beshro : Steve Martinelli
- Helen Liu : Jennifer Marlow
- Kameron Louangxay : Anthony Marlow
- Jean Yoon (en) : Liang Marlow
- Vlasta Vrána (en) : Vlad Kovak
- Claude Prégent : François Théorêt
- Jean-Marc Parent : Fiset

## Fiche technique
- Idée originale et auteur initial : André Pétrowski
- Scénario et dialogues épisodes 1 à 3 : Michelle Allen, Anne Boyer et Michel D'Astous
- Scénario et dialogues épisodes 4 à 10 : Michelle Allen
- Participation à l'histoire épisodes 4 à 10 : Anne Boyer et Michel D'Astous
- Directrice de production : Ginette Guillard
- Réalisation : Jean-Claude Lord
- Production : Rock Demers et Pierre Gendron
- Production : Les Productions La Fête (L'Or) Inc.

## DVD
Le coffret sur 3 DVD de la série est sorti en DVD le 20 avril 2010 par Imavision.